# Ozerne
Ozerne (en ukrainien : Озерне) ou Oziornoïe (en russe : Озёрное) est une commune urbaine de l'oblast de Jytomyr, en Ukraine. Sa population s'élevait à 5 854 habitants en 2013.

## Géographie

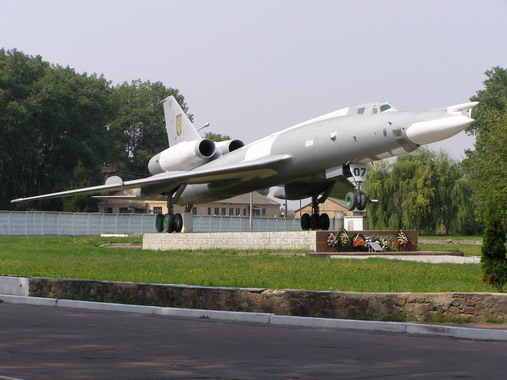
Un ancien Tupolev 22 devant l'entrée de la base aérienne de Jytomyr-Ozerne.

Ozerne se trouve à 11 km au sud-est de Jytomyr.

## Histoire
Ozerne a été bâtie au cours de la construction d'un aérodrome sur le territoire du village de Skomorokhy, lequel lui a donné son nom. En 1933, plusieurs bâtiments furent construits pour loger les militaires. Au cours de la Seconde Guerre mondiale, l'aérodrome prit une importance stratégique pendant l'occupation allemande et un camp de prisonniers de guerre y fut établi. Après la reconquête de la région par l'Armée rouge, en 1944, la base aérienne fut considérablement agrandie. En 1959, Ozerne fut constitué en commune urbaine.

## Population
Recensements (*) ou estimations de la population :
| 1989* | 2001* | 2010  | 2011  | 2012  | 2013  |
| ----- | ----- | ----- | ----- | ----- | ----- |
| 5 582 | 5 913 | 5 917 | 5 968 | 5 875 | 5 854 |